# Ґлорія Дегейвен
Ґло́рія Деге́йвен (англ. Gloria DeHaven, 23 липня 1925, Лос-Анджелес, США — 30 липня 2016, Лас-Вегас, Невада, США) — американська акторка і співачка.

## Біографія
Ґлорія Мілдред Дегейвен народилася в Лос-Анджелесі 23 липня 1925 року у родині актора і режисера Картера Де Гейвена і актриси Флори Паркер Де Гейвен. Першою її кінороботою стала епізодична роль в картині Чарлі Чапліна «Нові часи» (1936), в якій вона знялася будучи ще дитиною.
На початку 1940-х акторка підписала контракт з «MGM», але незважаючи на ролі в таких успішних фільмах як комедія «Сьюзен і бог» (1940), детектив «Тонка людина їде додому» (1944), мюзикли «Літні канікули» (1948) і «Літні гастролі» (1950), фільм нуар «Місце злочину» (1949), вона так і не домоглася положення справжньої кінозірки. У 1950 році в музичному фільмі «Три маленьких слова» Глорія виконала роль своєї матері, місіс Де Гейвен.
У Дегейвен була активна кар'єра на телебаченні з 1950-х по 1990-і роки. Її можна було бачити в серіалах «Як обертається світ», «Захисники», «Правосуддя Берка», «Всі мої діти», «Вона написала вбивство», «Дотик ангела» і багатьох інших. За свій внесок в кіно Ґлорія Дегейвен удостоєна зірки на Голлівудській алеї слави.
Акторка чотири рази була одружена (в тому числі Джон Пейн (1944-1950)) і є матір'ю чотирьох дітей. Всі шлюби закінчувалися розлученням. Дегейвен померла в кінці липня 2016 року в Лас-Вегасі, через тиждень після свого 91-го дня народження.